# Gobernador general de las Islas Salomón
El gobernador general de las Islas Salomón es el representante del rey o reina en las Islas Salomón, actualmente el cargo es ejercido por Carlos III. El rey no reside en el país pero nombra un gobernador general para actuar en su nombre, para un plazo de cinco años. A pesar de que se le reservan algunos derechos, es en gran parte un cargo simbólico.
Las islas Salomón es un Reino de la Mancomunidad de Naciones y, luego de su independencia en 1978, adoptó una monarquía constitucional basada, pero separada, en la del Reino Unido. Con anterioridad a la independencia del país, las islas estuvieron gobernadas por un Gobernador y un Consejo Ejecutivo.
Los gobernadores generales de la mayoría de los Reinos de la Commonwealth son nominados por el primer ministro de cada reino y nombrado por el rey pero en las Islas Salomón, el Gobernador General es nominado por voto del Parlamento Nacional  y nombrado por el rey. A pesar de que el candidato es nominado por el Parlamento el rey no está obligado a aceptar aquella nominación, a pesar de que sólo está en desacuerdo en circunstancias extraordinarias.
Actualmente el cargo es ejercido por David Tiva Kapu desde 7 de julio de 2024.

## Gobernadores generales de las Islas Solomon

### Isabel II(1978–2022)
| N.º | Nombre (Nacimiento–Muerte)  | Inicio             | Fin                     | Notas                                                      |
| --- | --------------------------- | ------------------ | ----------------------- | ---------------------------------------------------------- |
| 1   | Baddeley Devesi (1941–2012) | 7 de julio de 1978 | 7 de julio de 1988      | Fue gobernador General dos períodos consecutivos           |
| 2   | George Lepping (1947–2014)  | 7 de julio de 1988 | 7 de julio de 1994      |                                                            |
| 3   | Moses Pitakaka (1945–2011)  | 7 de julio de 1994 | 7 de julio de 1999      |                                                            |
| 4   | John Lapli (1955–)          | 7 de julio de 1999 | 7 de julio de 2004      | Fue tomado rehén por los rebeldes del MEF en junio de 2000 |
| 5   | Nathaniel Waena (1945–)     | 7 de julio de 2004 | 7 de julio de 2009      |                                                            |
| 6   | Frank Kabui (1946–)         | 7 de julio de 2009 | 7 de julio de 2019      |                                                            |
| 7   | David Vunagi (1950–)        | 7 de julio de 2019 | 7 de julio de 2024      | Desde 2022, Representante de Carlos III                    |
| 8   | David Tiva Kapu             | 7 de julio de 2024 | Actualmente en el cargo | Desde 2022, Representante de Carlos III                    |